# Køge (municipio)
El municipio de Køge es un municipio (kommune) de Dinamarca, en la región administrativa de Selandia. Tiene un área de 255 47 km² y una población de 57.307 habitantes en el año 2012. Su capital administrativa y ciudad más grande es Køge.
El municipio se localiza en el occidente de la isla de Selandia, en el sur de la bahía de Køge. Tiene fronteras con Ringsted al este, con Lejre, Roskilde y Solrød al norte, y Stevns y Faxe al sur.
El actual municipio fue creado en 2007 a partir de un municipio más pequeño del mismo nombre y su fusión con Skovbo, dentro de la reforma territorial danesa de ese año.

## Localidades
El municipio de Køge tiene 11 localidades urbanas (byer), en las que residen 51.167 habitantes. Un total de 6.023 personas residen en localidades rurales (localidades con menos de 200 habitantes).
| Localidades más pobladas de Køge |                |                  |
| N.º                              | Localidad      | Población (2012) |
| 1                                | Køge           | 35.295           |
| 2                                | Borup          | 4.190            |
| 3                                | Bjæverskov     | 2.856            |
| 4                                | Ejby           | 2.831            |
| 5                                | Vemmedrup      | 1.688            |
| 6                                | Lille Skensved | 1.450            |
| 7                                | Algestrup      | 871              |
| 8                                | Lellinge       | 687              |
| 9                                | Nørre Dalby    | 543              |
| 10                               | Slimminge      | 475              |